# Adsorptie

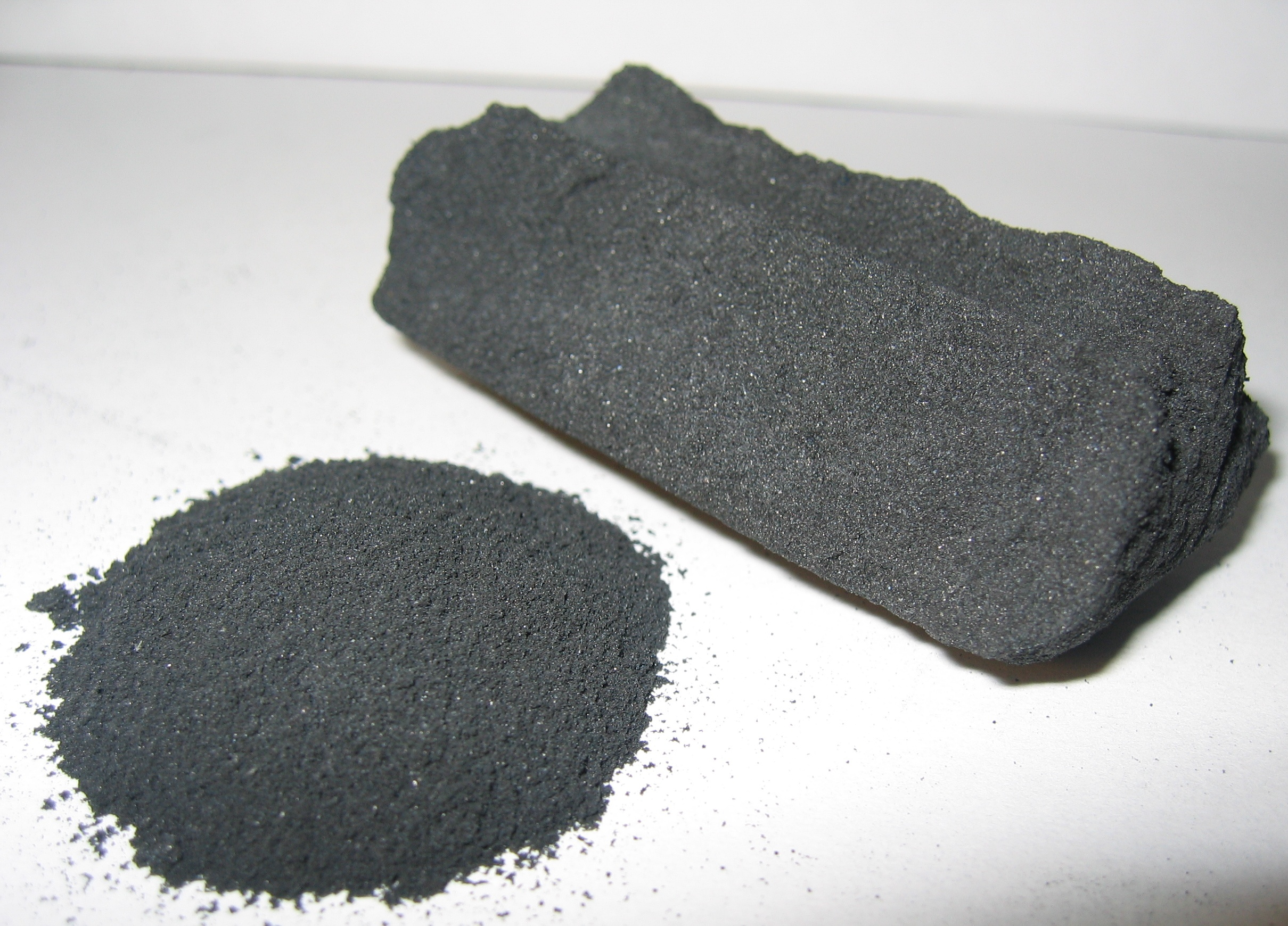
Actieve kool, een bekend adsorptiemiddel, heeft een zeer groot inwendig oppervlak waarin zich moleculen kunnen hechten

Adsorptie is een natuurkundig fenomeen dat optreedt aan het grensvlak van twee fasen. Dit kan zijn het grensvlak (of meniscus) gas-vloeistof of vloeistof-vloeistof, of het grensvlak vast-vloeistof of vast-gas. Bij adsorptie hechten de moleculen van een gas of vloeistof zich aan het oppervlak van een vaste stof of vloeistof, en bedekken deze daardoor met een laagje.
Adsorptie kent in de natuur vele verschijningsvormen, bijvoorbeeld het hechten van schaliegas en olie aan kerogeen in het brongesteente.

## Toepassingen

### Materiaalgroei
Adsorptie kan gebruikt worden om materialen te laten groeien op diverse oppervlakken. Met bijvoorbeeld chemical vapor deposition (CVD) wordt een gasmengsel in contact gebracht met een substraatoppervlak, waarbij door fysisorptie en chemisorptie materialen groeien. Afhankelijk van temperatuur, druk, concentratie en verblijftijd van het gasmengsel groeit het materiaal in verschillende toestanden: amorf, polykristallijn of epitaxiaal.

### Scheidingsmethode

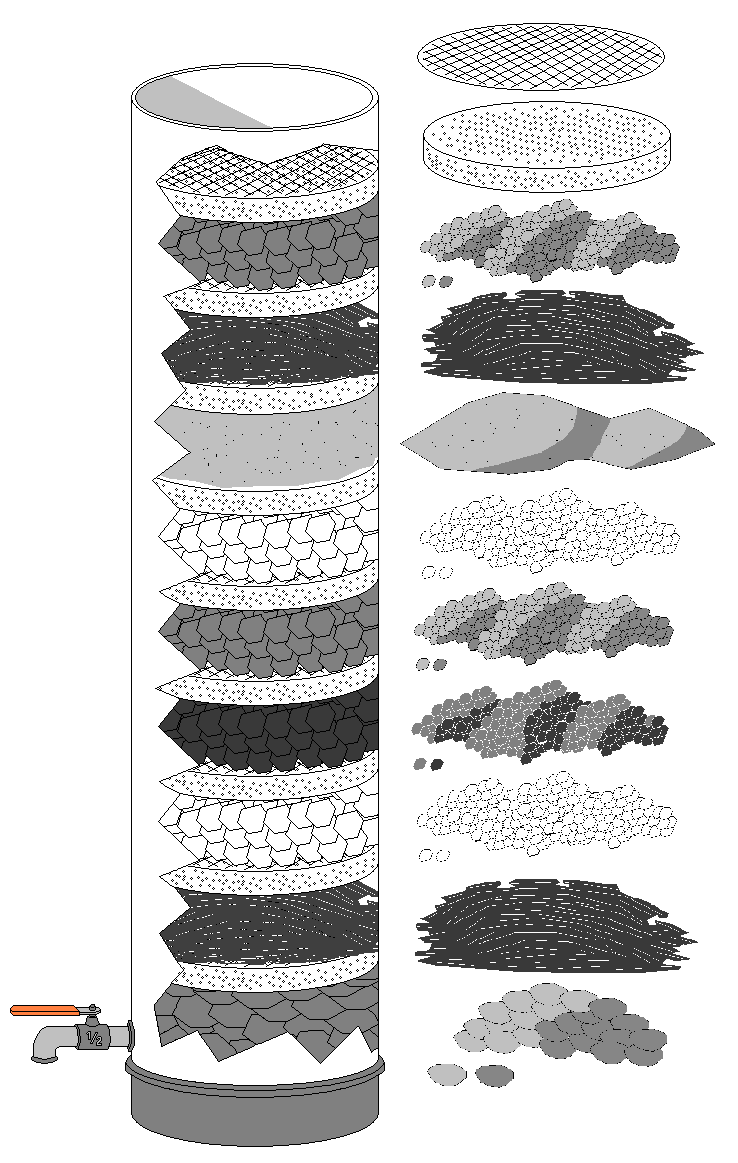
Een waterfilter: actieve kool vormt de 4e laag van onder

Adsorptie is een scheidingsmethode die berust op verschil in aanhechtingsvermogen en oplosbaarheid. Adsorptie kan gebruikt worden als scheidingsmethode in (drink)waterzuivering. Als in water geur-, kleur-, of smaakstoffen opgelost zijn, dan zijn die te verwijderen door middel van adsorptie. Hierbij wordt het verontreinigde water door koolfilters geleid of wordt aan het water actieve kool toegevoegd. Het adsorptiemiddel is fijn verdeeld, het bestaat dus uit kleine deeltjes, die zeer poreus zijn en samen een groot specifiek oppervlak hebben van meerdere honderden vierkante meter per gram. De moleculen van de geur-, kleur- en smaakstoffen hechten aan de deeltjes van het adsorptiemiddel. Als het ontstane mengsel gefiltreerd wordt, blijft niet alleen het adsorptiemiddel hangen, maar ook de moleculen van de geurstoffen, kleurstoffen en/of smaakstoffen.
Een bekend adsorptiemiddel is actief kool. Vijf gram actief kool heeft een effectief intern oppervlak ter grootte van een voetbalveld.

## Verwante begrippen
Het tegengestelde van adsorptie is desorptie. Hierbij worden de geadsorbeerde stoffen van een adsorptiemiddel verwijderd (regeneratie chemie|geregenereerd).
Adsorptie moet niet verward worden met absorptie, waarbij moleculen, atomen of ionen van de ene stof zich vermengen met die van een andere stof, waardoor een mengsel ontstaat.

## Langmuir-model
Het adsorptieproces kan beschreven worden aan de hand van een roostermodel en de hypothesen van Irving Langmuir. Dit Langmuir-model is een veelgebruikt model voor adsorptie, maar er bestaan ook andere modellen, die van toepassing kunnen zijn als niet aan de hypothesen voor het Langmuir-model is voldaan.
Voor een gegeven adsorptiereactie (die per definitie een fysische reactie is) geldt dat een adsorptiemiddel A een gasvormige component C kan binden:
{\displaystyle \mathrm {A_{(s)}\ +\ C_{(g)}\ \rightleftharpoons \ A{-}C} }
De evenwichtsconstante van deze fysische reactie kan worden uitgedrukt in termen van de activiteit a van de betrokken componenten:
{\displaystyle K_{ads}={\frac {a_{A{-}C}}{a_{A}\cdot a_{c}}}=e^{-{\frac {\Delta G_{ads}^{o}}{RT}}}}
De activiteit van de gasvormige component is gelijk aan de partiële druk van het gas. Voor de andere activiteiten moet een oplossingsmethode worden gezocht: het roostermodel. Hiervoor moeten echter eerst 3 voorwaarden ingevoerd worden (de hypothesen van Langmuir):
- Het adsorptie-oppervlak kent slechts 1 soort adsorptieplaats (site)
- Er kan per adsorptieplaats slechts 1 component binden (er treedt dus geen adsorptie in meerdere lagen op)
- De naburige geadsorbeerde componenten ondervinden geen invloed van elkaar

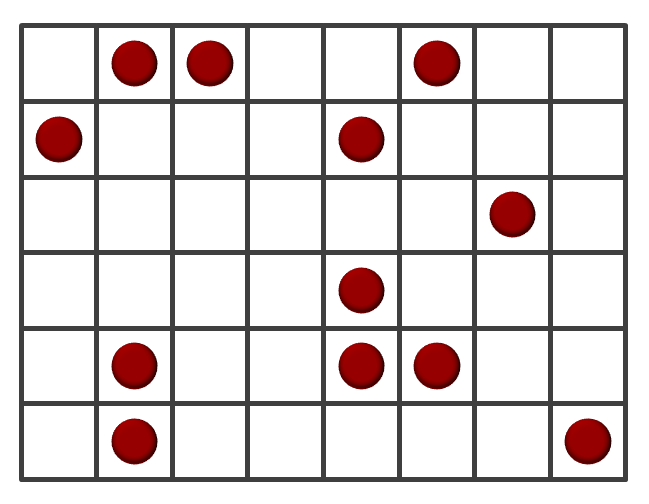
Illustratie van het roostermodel en de adsorptiehypothesen van Langmuir: in het rooster zijn er 48 beschikbare plaatsen voor adsorptie. Daarvan zijn er 12 bezet met een gasmolecule. Er zijn dus 36 lege plaatsen. Iedere plaats kan slechts 1 gasmolecule adsorberen en de naburige gasmoleculen interageren niet met elkaar. In dit model bedraagt θ_{f} dus 0,75, en θ_{o} is 0,25.

Het roostermodel impliceert dat het oppervlak van het adsorbens A kan worden voorgesteld als een rooster met N beschikbare adsorptieplaatsen. Hiervan kunnen Nf plaatsen vrij zijn en No bezet zijn, waarbij geldt dat
{\displaystyle N=N_{f}+N_{o}\,}
De adsorptie-enthalpie wordt gegeven door:
{\displaystyle H_{ads}=N_{f}H_{f}+N_{o}H_{o}\,}
De molaire adsorptie-enthalpie wordt gegeven door:
{\displaystyle H_{ads,m}=\theta _{f}H_{f}+\theta _{o}H_{o}\,}
Hierbij werd de parameter θ als de bezettingsgraad ingevoerd:
{\displaystyle \theta _{f}={\frac {N_{f}}{N_{f}+N_{o}}}}
en
{\displaystyle \theta _{o}={\frac {N_{o}}{N_{f}+N_{o}}}}
Idem kan een uitdrukking gevonden worden voor de molaire adsorptie-entropie (rekening houdend met de mengentropie):
{\displaystyle S_{ads,m}=\theta _{f}S_{f}+\theta _{o}S_{o}-R[\theta _{f}\ln(\theta _{f})+\theta _{o}\ln(\theta _{o})]\,}
Nu kan een uitdrukking voor de molaire vrije enthalpie van adsorptie worden gevonden:
{\displaystyle G_{ads,m}=H_{ads,m}-TS_{ads,m}=[H_{f}-TS_{f}+RT\ln(\theta _{f})]\theta _{f}+[H_{o}-TS_{o}+RT\ln(\theta _{o})]\theta _{o}\,}
Deze kan, rekening houdend met het feit dat de vrije enthalpie additief is in de partiële molaire vrije enthalpieën (dit is de chemische potentiaal), eenvoudigweg worden herschreven tot
{\displaystyle G_{ads,m}=\mu _{f}\theta _{f}+\mu _{o}\theta _{o}\,}
Hieruit wordt duidelijk dat de activiteiten gelijk zijn aan de overeenkomstige bezettingsgraden:
{\displaystyle \theta _{f}=a_{A}\,}
{\displaystyle \theta _{o}=a_{A{-}C}\,}
Er moet ook gelden dat
{\displaystyle \theta _{f}+\theta _{o}=1\,}
Zodoende kan de evenwichtsconstante herschreven worden tot:
{\displaystyle K_{ads}={\frac {\theta _{o}}{(1-\theta _{o})p_{C}}}}
Evenzo kan, indien de evenwichtsconstante bekend is, de bezettingsgraad van geadsorbeerde componenten bepaald worden als
{\displaystyle \theta _{o}={\frac {K_{ads}p_{C}}{1+K_{ads}p_{C}}}}